# Neznámý od jezera
Neznámý od jezera (v originále L'inconnu du lac) je francouzský hraný film z roku 2013, který režíroval Alain Guiraudie podle vlastního scénáře. Snímek měl světovou premiéru na Mezinárodním filmovém festivalu v Cannes 17. května 2013 v rámci přehlídky Un certain regard, jehož cenu získal. V ČR byl uveden v roce 2014 na filmovém festivalu Febiofest.

## Děj
Franck tráví léto u jezera, kde vyhledává náhodné homosexuální milostné známosti. Seznámí se s Henrim, který se straní lidí. Henri je lesní dělník, je zde na dovolené sám, protože se právě rozešel se svou přítelkyní. Franck pokukuje po atraktivním muži, který se objevuje na pláži se svým partnerem. Večer, kdy je pláž liduprázdná, pozoruje oba muže, jak spolu plavou ve vodě. Je svědkem toho, jak muž svého partnera utopí. I přesto s ním naváže vztah. Dozví se, že se jmenuje Michel. Po několika dnech je nalezeno tělo a úmrtí vyšetřuje inspektor Damroder, který postupně vyslýchá muže na pláži. Henri odhalí, že Michel svého přítele utopil a Michel jej zavraždí. Franck je svědkem této vraždy, stejně jako následné vraždy inspektora Damrodera a před Michelem se ukryje v lese. Je večer, stmívá se a u jezera zůstává jen vrah a Franck.

## Natáčení
Film obsahuje množství erotických scén, včetně záběrů ejakulace a orálního sexu, především mezi postavami Francka a Michela, kteří hrají v dlouhých pasážích zcela nazí. Film není doprovázen žádnou hudbou a byl natočen jako čistě exteriérový film s přirozeným osvětlením. Natáčelo se u jezera Lac de Sainte-Croix nedaleko Grand canyon du Verdon. Režisér a scenárista má ve filmu malou roli jako Philippův přítel.

## Obsazení
| Pierre Deladonchamps     | Franck             |
| Christophe Paou          | Michel             |
| Patrick d'Assumçao       | Henri              |
| Jérôme Chappatte         | Inspektor Damroder |
| Mathieu Vervisch         | Eric               |
| Emmanuel Daumas          | Philippe           |
| François-Renaud Labarthe | Pascal Ramière     |

## Ocenění
- Queer Palm a Un certain regard na filmovém festivalu v Cannes
- Nominace na cenu Louise Delluca v kategorii nejlepší film
- Lumières: nominace v kategorii nejlepší herec (Pierre Deladonchamps)
- César v kategorii nejslibnější herec (Pierre Deladonchamps) a sedm nominací v dalších kategoriích: nejlepší film, nejlepší režie (Alain Guiraudie), nejlepší herec ve vedlejší roli (Patrick d'Assumçao), nejlepší původní scénář (Alain Guiraudie), nejlepší kamera (Claire Mathon), nejlepší zvuk (Philippe Grivel, Nathalie Vidal) a nejlepší střih (Jean-Christophe Hym)